# Antoni Morillas i Verdura
Antoni Morillas i Verdura (Barcelona, 1932 – Montpeller, 1983) fou un dissenyador gràfic i il·lustrador català.
L'any 1946 començà a treballar en uns tallers de pedra artificial, d'on li nasqué l'interès pel caràcter tridimensional dels objectes, fet que es convertirà més endavant en gairebé una obsessió que buscà obstinadament a través de diverses tècniques i materials. Si bé impartí classes de dibuix natural a l'Escola Llotja, es considerava autodidacta.
L'any 1955 inicià la seva carrera professional a l'editorial Seix Barral de Barcelona. En els seus dissenys es resistia a les consideracions merament funcionals, treballant la forma i el volum. Fou defensor dels valors creatius del grafisme enfront dels plantejaments més tècnics o racionals.
Dirigí teatre i confeccionà decorats per a diverses pel·lícules. Col·laborador de diverses agències publicitàries, l'any 1961, fou membre fundador i sots president de l'Agrupació de Grafistes del Foment de les Arts Decoratices (ADGFAD).
Realitzà murals de gran format, il·lustracions per a calendaris, cobertes de llibres, cartells, fulletons, pintures i escultures de petit format i tipografies.
Fou professor de Disseny Gràfic de l'Escola Massana i membre de la Alliance Graphique Internationale.
Participà en nombroses exposicions internacionals de grafisme, entre les quals destaquen Integraphics i Tipomundus.